# Макс Майн
Макс Майн (справжнє ім'я — Максим Степанович Степанов; 8 серпня 1914, с. Нефедкіно, Царевококшайський повіт, Казанська губернія — 5 травня 1988, Йошкар-Ола, Марійська АРСР) — марійський радянський поет, прозаїк, перекладач, журналіст, редактор . Народний поет Марійської АРСР (1974). Учасник Великої Вітчизняної війни.

## Біографія
Народився в бідній селянській родині. Максим був четвертим сином у родині і рано втратив батька. Навчався спочатку в Нурмінській початковій школі, а з осені 1927 по 1931 роки — в Йошкар-Олинській семирічній школі (нині середня школа № 2 Йошкар-Оли).
Навчання, перші зустрічі зі знаменитими письменниками і поетами пробудили в душі хлопчика любов до літератури, читання книг і бажання займатися літературною творчістю.
У 1931—1934 роках навчався в Московському редакційно-видавничому технікумі. Після його закінчення працював редактором обласного радіокомітету і співробітником редакції Медведівської районної газети.
У 1938—1940 роках М. Степанов був студентом Марійського вчительського інституту, після закінчення якого продовжив журналістську діяльність в редакції газети «Марій комуна».
У січні 1942 року М. Степанов був призваний на фронт. У 1944 році став членом ВКП (б).
У 1951—1954 роках він навчався у Вищій партійній школі при ЦК КПРС. Надалі працював головним редактором Марійського книжкового видавництва, літературним співробітником, завідувачем відділом літератури та культури редакції газети «Марій комуна», регулярно друкував тут свої статті, нариси і вірші.